# Paul Ready
Paul John Ready (Birmingham, 1977) is een Brits acteur.

## Levensloop
Ready volgde een opleiding aan de London Academy of Music and Dramatic Art. Op 17-jarige leeftijd speelde Ready Romeo in de National Youth Theatre-productie van Romeo and Juliet in het Bloomsbury Theatre in Londen, tegenover Rosamund Pike als Juliet. Hij speelde in het Royal National Theatre en Royal Court Theatre.
Zijn optredens waren onder meer hoofdrollen in Major Barbara en Saint Joan (beide toneelstukken van George Bernard Shaw) en Time and the Conways van JB Priestley. Zijn West End-credits omvatten One Flew Over the Cuckoo's Nest, met in de hoofdrol Christian Slater. In 2018 speelde Ready in het theater Sam Wanamaker Playhouse in Macbeth, tegenover zijn vrouw Michelle Terry als Lady Macbeth.
Ready verscheen ook op televisie en kreeg in 2013 bekendheid voor zijn rol in de televisieserie Utopia.  In 2016 speelde Ready in de tweedelige miniserie The Witness for the Prosecution de rol Tripp. Hij is vooral bekend door zijn rol als speciaal adviseur van de minister van Binnenlandse Zaken, Julia Montague (Keeley Hawes) in de BBC-serie Bodyguard uit 2018.

## Filmografie

### Films
Uitgezonderd korte films.
- 1995: Angels & Insects - als Tom
- 2000: Maybe Baby - als student-arts
- 2002: Jeffrey Archer: The Truth' -' als Paul McCartney
- 2005: The Last Hangman - als Anthony David Farrow
- 2006: Dresden - als William
- 2012: Private Peaceful - als kapitein Wilkins
- 2016: The Circuit - als Danny
- 2017: The Death of Stalin - als NKVD-officier Delov
- 2021: The Dig - als James Reid Moir
- 2023: Heart of Stone - als Bailey

### Televisieseries
Uitgezonderd eenmalige gastrollen.
- 2013: The Tunnel - als Benji Robertson (3 afl.)
- 2013-2014: Utopia - als Lee (7 afl.)
- 2013-2016: Ripper Street - als Frederick Treves (3 afl.)
- 2015: Cuffs - als  DI Felix Kane (8 afl.)
- 2016: The Witness for the Prosecution - als Tripp (2 afl.)
- 2016-2022: Motherland - als Kevin Brady (20 afl.)
- 2017: Fortitude - als Mark Devlin (2 afl.)
- 2018: The Terror - als Harry Goodsir (10 afl.)
- 2018: Bodyguard - als Rob MacDonald (5 afl.)
- 2019: MotherFatherSon - als Nick Caplan (7 afl.)
- 2020: Flack - als Damien Paulson (3 afl.)
- 2022: The Bastard Son & The Devil Himself - als Soul O'Brien (8 afl.)

## Theater
- 2001-2002: Mother Clap's Molly House
- 2002: Romeo and Juliet
- 2002: Crazyblackmuthafuckin'self
- 2006: Waves
- 2007: Attempts on her Life
- 2007: Saint Joan
- 2009: Time and the Conways
- 2010: London Assurance
- 2011: A Woman Killed with Kindness
- 2011-2012: Noises Off
- 2014: Much Ado About Nothing
- 2018-2019: Macbeth

## Prijzen en nominaties
| Jaar | Prijs            | Categorie                                                           | Werk       | Uitslag     |
| ---- | ---------------- | ------------------------------------------------------------------- | ---------- | ----------- |
| 2019 | Satellite Awards | Beste acteur in een bijrol in een serie, miniserie of televisiefilm | The Terror | Genomineerd |